# Велегезити
Велегезити или Велегизити су старо словенско племе које се помиње у 7. веку као племе које је насељавало област Тесалије. Они су тамо на простору око залива Вола створили провинцију Велегезитију (Велегизитију; лат. Belegezitiae). 
Учествовали су у словенској опсади Солуна 616. године, заједно са Драговићима, Сагудатима, Вајонитима и Брсјацима. Познат је и владар Велегезита у 7. веку. Био је то Тихомир. Склавинија коју су чинили Велегезити називала се Велехатива.
Како је освајање Солуна од стране Словена пропало, као и освајање Цариграда 626. године, то је имало за последицу да словенска племена која су у то време населила скоро целу данашњу копнену Грчку, не успеју да током времена формирају своје државе сем такозваних заједница склавинија, које су временом постале византијске вазалне територије, а касније током дугог историјског периода све до 20. века, резултирало је и потпуним губитком индентитета, асимилацијом, тј хеленизацијом изузимајући мало подручје у Егејској Македонији на граници са Северном Македонијом. Ту судбину избегли су Срби који су у то време 620—640. године населили део северне Грчке (данашњи Сервија у Егејској Македонији) и кренули ка Скадру где су формирали своју прву државу Дукљу.